# Phalacrotophora delageae
Phalacrotophora delageae är en tvåvingeart som beskrevs av Ronald Henry Lambert Disney 1979. Phalacrotophora delageae ingår i släktet Phalacrotophora och familjen puckelflugor.
Artens utbredningsområde är Frankrike. Inga underarter finns listade i Catalogue of Life.